# Silent Movie
Silent Movie is een Amerikaanse filmkomedie uit 1976 onder regie van Mel Brooks.

## Verhaal
De oudere filmregisseur Mel Funn heeft plannen om een ouderwetse kaskraker te maken. Hij wil zijn vrijwel failliete studio redden door een stomme film te draaien. De opnamen voor de prent lopen echter niet van een leien dakje. 

## Rolverdeling
| Acteur            | Personage             |
| ----------------- | --------------------- |
| Mel Brooks        | Mel Funn              |
| Marty Feldman     | Marty Eggs            |
| Dom DeLuise       | Dom Bell              |
| Sid Caesar        | Studiobaas            |
| Harold Gould      | Engulf                |
| Ron Carey         | Devour                |
| Bernadette Peters | Vilma Kaplan          |
| Carol Arthur      | Zwangere vrouw        |
| Liam Dunn         | Krantenverkoper       |
| Fritz Feld        | Ober                  |
| Chuck McCann      | Portier               |
| Valerie Curtin    | Verpleegster          |
| Yvonne Wilder     | Secretaresse          |
| Harry Ritz        | Man bij de kleermaker |
| Charlie Callas    | Blindeman             |